# Olympia Press
Olympia Press was een uitgeverij in Parijs die in 1953 werd opgericht door Maurice Girodias. De uitgeverij, een soort voortzetting van Girodias' vaders uitgeverij, Obelisk Press is bekend door een groot aantal uitgaven op het gebied van de literaire erotica, waaronder de eerste druk van Vladimir Nabokov's Lolita. De uitgeverij bood een platform voor allerlei Engelstalige avant-gardeliteratuur die om - vaak juridische redenen - niet in het Engels taalgebied zelf konden worden gepubliceerd.
De uitgeverij heeft een grote reeks  Traveller's Companion boeken uitgegeven, alle met groene kaft. Onder de naam Ophelia Press werd een groot aantal erotische werken uitgegeven, waaronder Histoire d'O. Deze reeks verscheen in een roze kaft. Onder de uitgegeven auteurs behoorden William S. Burroughs, J.P. Donleavy Akbar del Piombo (Norman Rubington), en Henry Miller.
De uitgever had veel conflicten met zijn auteurs en ook in Frankrijk had hij menig geschil. Om die reden verhuisde hij zijn uitgeverij eerst naar New York en later naar Londen. Het merk Olympia Press bestaat nog steeds, met vestigingsplaatsen in Washington, Londen en Frankfurt.